# Бромид урана(IV)
Броми́д ура́на (бромистый уран) — тёмно-коричневое вещество, образующее очень гигроскопичные моноклинные кристаллы, урановая соль бромоводородной кислоты. 

Химическая формула — UBr4. 

Брутто-формула (система Хилла) — Br4U.

## Получение
Бромид урана(IV), UBr4, можно синтезировать по реакциям:
- U + 2Br2 → UBr4;
- 2UBr3 + Br2 → 2UBr4;
- U3O8 + 4C + 6Br2 → 3UBr4 + 4CO2↑.

## Физические свойства

### Физические величины
| Свойство                                                    | Значение |
| ----------------------------------------------------------- | -------- |
| Молекулярная масса, а. е. м.                                | 557,65   |
| Температура плавления, °C                                   | 519      |
| Температура кипения, °C                                     | 761      |
| Температура разложения, °C                                  | 761      |
| Плотность кристаллов (26 °C), г/см3                         | 5,35     |
| Стандартная энтальпия образования ΔH (298 К), кДж/моль      | −822,6   |
| Стандартная энергия Гиббса образования ΔG (298 К), кДж/моль | −788,7   |
| Стандартная энтропия вещества S (298 К), Дж/(моль·K)        | 205      |
| Стандартная мольная теплоемкость Cp (298 К), Дж/(моль·K)    | 131      |
| Энтальпия плавления ΔHпл, кДж/моль                          | 72       |
| Энтальпия кипения ΔHкип, кДж/моль                           | 126      |
| Стандартная энтальпия образования ΔH (298 К), кДж/моль      | −577     |

| Давление пара, мм.рт.ст. | Температура, °C |
| ------------------------ | --------------- |
| 1                        | 476             |
| 10                       | 538             |
| 100                      | 643             |

### Растворимость
| Растворитель    | Растворимость       |
| --------------- | ------------------- |
| Вода            | Хорошо растворяется |
| Ацетон          | Растворяется        |
| Диэтиловый эфир | Не растворяется     |